# リチャード・シュロック
リチャード・ロイス・シュロック（Richard Royce Schrock、1945年1月4日 - ）はアメリカ合衆国の化学者。有機金属錯体の分野、特にカルベン錯体での業績が著名である。オレフィンメタセシスの触媒となるカルベン錯体の開発の業績により、2005年にイヴ・ショーヴァン、ロバート・グラブスとともにノーベル化学賞を受賞した。

## 略歴
インディアナ州バーン市に生まれる。1967年にカリフォルニア大学リバーサイド校を卒業し、1971年にハーバード大学のジョン・オズボーンのもとで博士号を取得した。その後ケンブリッジ大学のジャック・ルイスの下でのポスドクを経て、1972年にデュポンに就職した。
1975年にマサチューセッツ工科大学へ移り、1980年に教授となった。アメリカ科学アカデミー、アメリカ芸術科学アカデミーの会員である。

## 受賞歴
- 1990年： センテナリー賞
- 1995年： フンボルト賞
- 2005年： ノーベル化学賞
- 2005年： アウグスト・ヴィルヘルム・フォン・ホフマン・メダル
- 2014年： パラケルスス賞